# Kalisz Pomorski
Kalisz Pomorski (en allemand : Kallies) est une ville de la voïvodie de Poméranie-Occidentale, dans le nord-ouest de la Pologne. Elle est le siège de la gmina de Kalisz Pomorski, dans le powiat de Drawsko.

## Histoire
De 1816 à 1945, Kallies fait partie de l'arrondissement de Dramburg dans le district de Köslin au sein de la province de Poméranie.